# NGC 1405
NGC 1405 (другие обозначения — MCG −3-10-28, PGC 13512) — линзообразная галактика (S0) в созвездии Эридан. Открыта Фрэнком Ливенвортом в 1885 году. Описание Дрейера: «очень тусклый, довольно крупный, сильно вытянутый в позиционном угле 150° объект, более яркий в середине, содержит тусклую звезду».
Этот объект входит в число перечисленных в оригинальной редакции «Нового общего каталога». Вторая версия Индекс-каталога содержит исправленные координаты относительно указанных в Новом общем каталоге.